# Снегур, Игорь Григорьевич
И́горь Григо́рьевич Сне́гур (род. 27 марта 1935, Москва) — художник-абстракционист. 16 октября 2016 года избран почётным членом Российской академии художеств.

## Биография
Игорь Григорьевич Снегур родился в 1935 году в Москве.
В 1949 году поступил в Станко-инструментальный техникум в Москве, по окончании которого был направлен на работу на завод в г. Серпухов.
Он был участником первых выставок абстракционистов в Москве в 1958—1960-х годах в студии Э. М. Белютина «Новая реальность».
В 1962 году Игорь Григорьевич Снегур участвует с группой Э. Белютина на выставке 30-летия Союза художников в Манеже, которую громил Н. Хрущёв.
В 1962 г., после статьи академика В. Кибрика в газете «Московский художник» И. Снегур, за книгу в издательстве «Малыш», «Московским детям», был обозначен как формалист. У него возникли серьёзные проблемы в получении заказов.
В это время в «Центрнаучфильме» Игорь Григорьевич Снегур делает титры к первым 22 выпускам «Клуба кинопутешествий» В. А. Шнейдерова.
С 1964 по 1965 год живёт и работает в г. Тарусе.
В 1966 году оформляет спектакль «След в след» Э. Вериго в г. Туле, вводит в спектакль цветомузыку, пантомиму. Спектакль имел в Туле оглушительный успех, стал проявлением нового синтетического театра. Однако после 10-й постановки был снят Управлением культуры, как идеологически не выдержанный.
В 1975 году работы художника были представлены на вернисаже авангардистов в павильоне «Пчеловодство» на ВДНХ.
Игорь Григорьевич работал в кино, книге, театре, плакате. Он выступил в качестве организатора группы «Двадцать московских художников» . Ежегодные выставки этой группы проходили в 1978—1988 годах на Малой Грузинской в Москве (всего 10 выставок).
В 1988 году покидает группу и создаёт первую частную галерею «МАРС» на Малой Филёвской улице в Москве.
В общей сложности, Игорь Григорьевич Снегур за свою творческую жизнь участвовал более чем в пятидесяти выставках.
Сотни работ Игоря Григорьевича находятся в частных собраниях: российских и зарубежных. Среди них, в отечественных коллекциях:
- Государственная Третьяковская галерея. Москва.
- Государственный Русский музей. Санкт-Петербург.
- В музеях:
  - Ярославля,
  - Костромы,
  - Хабаровска,
  - Владивостока,
  - Орла.
- В коллекциях «Инкомбанка» (Москва), ассоциации «ASTEP» (Москва), банка «Капитал-Москва».
- В международном фонде Н. и Т. Колодзей, в коллекции А. Глезера, в частных собраниях.

Зарубежные коллекции:
- В художественном музее Коста-Рики. Сан-Хосе.
- В коллекции Жака Амьеля. Франция. Ницца.
- В коллекции Метакса. Греция.
- В коллекции М. Кеннеди. Бостон. США.
- В различных частных собраниях в:
  - Японии,
  - Греции,
  - Австрии,
  - Германии,
  - Франции,
  - Англии
  - и в странах Латинской Америки.

В зарубежных коллекциях находится около 1000 произведений живописи и графики.

### Творчество
Игорь Григорьевич — участник более 50 выставок. Среди них:
1. 1953-54 гг. Выставки студии доц. А. Шамагина. Клуб Горбунова. Фили. Москва.
2. 1960 г. Всесоюзная выставка народного творчества. Манеж. Москва.
3. 1958-62 гг. Выставки студии Э. М. Белютина. Москва.
4. 1972 г. «Квартирная выставка». Мастерская художника В. Щорца. Москва.
5. 1974 г. Персональная выставка. Дубна. Дом Культуры.
6. 1975 г., февраль. Первая выставка московского авангарда. Павильон «Пчеловодство». ВДНХ. Москва.
7. 1978—1988 гг. Десять выставок группы «20 Московских художников» на Малой Грузинской ул., 28. Москва.
8. 1987 г., июнь. Персональная выставка на Малой Грузинской ул.,28. Москва.
9. 1988 г. Отель «Бельведер», Лимин-Херсонесос, остров Крит. Греция.
10. 1988 г. Выставка «Московские художники». Хельсинки. Финляндия.
11. 1991 г. Персональная выставка. Галерея «RUSS». Хельсинки. Финляндия.
12. 1991 г. Персональная выставка в «Палама Холл». Афинский Университет. Греция.
13. 1992 г. Выставка «Другое искусство». Государственная Третьяковская Галерея. Москва.
14. 1993 г. Выставка групповая. Галерея «Русшип». Оснабрюк. Германия.
15. 1994 г. Персональная выставка. Галерея «Moscow Fine Art». Москва.
16. 1994 г. Персональная выставка. Офис фирмы «Австрой». Москва.
17. 1994 г. Выставка в галерее «LE CHAT». Москва.
18. 1995 г. 04.08.- 04.09. Персональная выставка. Центральный Дом Художника. Москва.
19. 1995 г. Выставка коллекции музея современного искусства А. Глезера. ГМИИ им. Пушкина. Москва.
20. 1995 г. Персональная выставка в офисе «Диалог-Банка». Москва.
21. 1996 г. Персональная выставка. Галерея «Moscow Fine Art». Москва.
22. 1996 г. Персональная выставка в центре «Американский Фонд Карнеги». Москва.
23. 1998 г. Персональная выставка. Галерея «Moscow Fine Art». Москва.
24. 1999 г. Персональная выставка. Галерея «Залман». Манхэттен. Нью-Йорк. США.
25. 2000 г. 08.08. — 08.09. Персональная выставка в залах Дирекции выставок и аукционов Российского Фонда Культуры. Старая Басманная ул., 15. Москва. 100 работ с 1978 по 2000 гг.
26. 2000 г. Персональная выставка. Галерея «Moscow Fine Art». Москва.
27. 2001 г. Персональная выставка. Галерея «Moscow Fine Art». Москва.
28. 2001 г. Выставка «Абстрактное искусство XX века». Русский Музей. Санкт-Петербург.
29. 2002 г. Выставка «Вещь, как Объект». Музей декоративно-прикладного искусства. Москва.
30. 2003 г. Выставка «Антитеррор». Галерея «Кентавр». Москва.
31. 2003 г., май-июнь. Персональная выставка. Галерея «Кросна». Москва.
32. 2004 г. Выставка «Нео-абстракционизм». Галерея «А». Москва.
33. 2004 г., май. Первый Салон искусств «Лучшие художественные галереи». Галерея «У Яра». МИВЦ Инфо-пространство. Москва.
34. 2004 г., сентябрь. Выставка Объединения московских художественных галерей. Крокус-экспо. Москва.
35. 2004 г., сентябрь. Выставка посв. 30-летию Бульдозерной выставки. Арт-клуб «Вернисаж». «20+1». Москва.
36. 2004 г.28.09.-24.10. Персональная выставка. Галерея «У Яра». Дом Кино. Союз Кинематографистов РФ. Москва.
37. 2004 г. сентябрь-октябрь. Второй Салон искусств «Лучшие художественные галереи». Галерея «У Яра». МИВЦ Инфо-пространство. Москва.
38. 2005 г. 13.07. — 25.08. Выставка «Живопись Игоря Снегура и стекло Ольги Победовой». Культурный центр «Рослин». Москва. Селезневская ул., 54.
39. 2005 г., ноябрь. Выставка в рамках Международного фестиваля искусств в г. Магнитогорске. Россия.
40. 2005 г. 06.11. — 06.12. Персональная выставка. Арт-клуб «Вернисаж». Москва.
41. 2005 г., декабрь. Ежегодная выставка ART MIF в Манеже. Галерея «Таис-Арт». Москва.
42. 2006 г. 10.05. — 05.06. Выставка «SUPREMADISM». Россия — Венгрия. Музей современного искусства З. Церетели. Москва, ул. Петровка, 25.
43. 2006 г. 16.11. Конкурс им. Виктора Попкова. Выставка Международного Художественного Фонда в Доме Кино. Вручена II Премия, Диплом и памятная медаль.
44. 2006 г. 15.12. — 21.12. Ежегодная выставка ART MIF в Манеже. Галерея «Классика». Москва.
45. 2006 г. 26.12. Выставка «Рецептуализм. И. Снегур, В. Копачёв, А. Трифонов». Галерея А-3. Москва.
46. 2006 г. 20.12. Аукционный Дом Кристи. Аукцион «Искусство импрессионизма и модерна». Лондон.
47. 2007 г. 15.06. Аукционный Дом МакДугал. Аукцион русского искусства. Лондон.
48. 2007 г. 29.11. Аукционный Дом Кристи. Аукцион «Русские иконы и картины, включая работы художников нон-конформистов». Лондон.
49. 2007 г. 13.12. — 17.12. Ежегодная выставка ART MIF в Манеже. Галерея «Классика». Москва.
50. 2007 г. 24.12. — 03.01.2008. Выставка «И. Снегур, В. Копачёв, А. Трифонов». Галерея А-3. Москва.
51. 2015 г. 29.01 — 10.02. Персональная выставка, галерея Открытый клуб, Москва.
52. 2016 г. 28.01 — 9.02. «Графика как прообраз», галерея Открытый клуб, Москва